# Reinaldo Gorno
Reinaldo Gorno (né le 18 juillet 1918 à Yapeyú - mort le 10 avril 1994 à Buenos Aires) est un athlète argentin spécialiste du fond. 

## Carrière
Lors des Jeux olympiques de 1952 à Helsinki, Reinaldo Gorno remporte la médaille d'argent sur marathon derrière le Tchécoslovaque Emil Zátopek.

### Palmarès
| Date | Compétition                    | Lieu           | Résultat | Épreuve       | Performance     |
| ---- | ------------------------------ | -------------- | -------- | ------------- | --------------- |
| 1941 | Championnats d'Amérique du Sud | Buenos Aires   | 2e       | 5 000 m       | 15 min 12 s 1   |
| 1941 | Championnats d'Amérique du Sud | Buenos Aires   | 2e       | 10 000 m      | 31 min 39 s 6   |
| 1945 | Championnats d'Amérique du Sud | Montevideo     | 3e       | 5 000 m       | 15 min 24 s 2   |
| 1945 | Championnats d'Amérique du Sud | Montevideo     | 2e       | 10 000 m      | 32 min 38 s 2   |
| 1945 | Championnats d'Amérique du Sud | Montevideo     | 1er      | Cross-country | 44 min 12 s 4   |
| 1947 | Championnats d'Amérique du Sud | Rio de Janeiro | 2e       | Cross-country | 38 min 39 s 0   |
| 1951 | Jeux panaméricains             | Buenos Aires   | 2e       | Marathon      | 2 h 45 min 00 s |
| 1952 | Championnats d'Amérique du Sud | Buenos Aires   | 2e       | 5 000 m       | 15 min 05 s 5   |
| 1952 | Jeux olympiques                | Helsinki       | 2e       | Marathon      | 2 h 25 min 35 s |
| 1954 | Marathon de Fukuoka            | Fukuoka        | 1er      | Marathon      | 2 h 24 min 55 s |

### Records
| Épreuve  | Performance     | Lieu | Date |
| -------- | --------------- | ---- | ---- |
| Marathon | 2 h 20 min 28 s | -    | 1955 |